# Diego de Vera de Alburquerque y Mosquera
Diego de Vera de Alburquerque y Mosquera, (bau. Mérida, Santa María la Mayor, 5 de mayo de 1640-Mérida, 8 de octubre de 1688) fue un noble español.

## Familia
Hijo de Diego de Vera y Alburquerque o de Vera Alburquerque, V señor de los mayorazgos de Palazuelo y Carija, etc, y del mayorazgo de Alburquerque en Mérida, y de su mujer Ana de Mosquera de Figueroa.

## Biografía
Regidor perpetuo de Mérida, gentilhombre de boca de S. M. Carlos II de España, regidor y alcalde por el estado noble de Mérida en 1660, caballero en 1663 y visitador general de la Orden de Alcántara, gobernador de Gata y de Villanueva de la Serena.
VII señor de los mayorazgos de Palazuelo y Carija, etc, y del mayorazgo de Alburquerque en Mérida, sucedió a su hermano primogénito Juan de Vera de Alburquerque o de Vera Alburquerque, VI señor, fallecido sin generación. Testó en Mérida en 1688.

## Matrimonios y descendencia
Se casó la primera vez en la Iglesia de Santa María de Mérida el 29 de mayo de 1658 con María Messía de Ocampo, hija de Diego Messía de Ocampo, regidor perpetuo de Mérida y procurador en las Cortes por la Extremadura, y de su mujer María Cavero, sin descendencia.
Contrajo un segundo matrimonio en la iglesia de San Martín de Madrid el 14 de noviembre de 1661 con Ana María Ortiz de Zúñiga Leyva y Fajardo, VII marquesa de Espinardo, señora de las villas de Ontur, Albatana y Mojón Blanco, de la villa, hacienda y mayorazgo de la Vega de Morata, de la villa de Ceutí y del castillo, villa, casa y mayorazgo de Monteagudo, hija de Alonso Ortiz de Zúñiga y Leyva o Alfonso Ortiz de Zúñiga y Leyva o Alonso Ortiz de Leyva y de su mujer Juana Antonia Fajardo de Guevara o Fajardo, de quién tuvo una hija y un hijo: 
- Ana Leonor María de Vera y de Alburquerque Zúñiga y Fajardo o Ana María de Vera Alburquerque y Fajardo o de Vera y Alburquerque o de Vera Alburquerque, donde testó el 27 de octubre de 1705, casada en la Iglesia de Santa María de Mérida o en Jerez de los Caballeros, San Bartolomé, el 20 de julio de 1678 con Andrés Antonio Maraver de Guevara y Godoy o Andrés Maraver de Guevara, VI señor del mayorazgo de Torre Mejía o Torremejía y II señor del mayorazgo de Santa Ana, regidor perpetuo de Jerez de los Caballeros, alcaide de la Hermandad por el Estado Noble de Jerez de los Caballeros en 1682, habiendo testado el 29 de diciembre de 1717, con descendencia.[5]
- Juan Alonso de Vera y Fajardo (baut. Villanueva de la Serena, 23 de septiembre de 1699[6]-Comayagua, 1748),[7] VIII marqués de Espinardo desde 1695 por renuncia de su madre,[8] señor de las villas de Ontur, Albatana y Mojón Blanco, de la villa, hacienda y mayorazgo de la Vega de Morata, de la villa de Ceutí y del castillo, villa, casa y mayorazgo de Monteagudo, VIII señor de los mayorazgos de Palazuelo y Carija, etc, y del mayorazgo de Alburquerque en Mérida, regidor perpetuo de Mérida y caballero de la Orden de Santiago en 1690.[8] Fue gobernador y capitán general de la Isla Margarita (1724-1730), después gobernador de Santa Marta (1733-1736) y gobernador, junto a Alonso de Heredia, de Nicaragua y Honduras.[9] Se casó en la iglesia de San Ginés, Madrid, el 22 de mayo de 1689 con Antonia Manuela de Varona y Chumacero (baut. San Benito, Valladolid, 19 de junio de 1665-Mérida, 24 de marzo de 1714), señora de la Casa Fuerte de Varona, en el valle de Valdivieso, Burgos.[8]